# The Departure
The Departure ist eine Indie-Rock-Band aus Northampton.

## Geschichte
Im Februar 2004 hatten The Departure ihren ersten Auftritt in einem Pub in Northampton. Nach ihrem zweiten Auftritt nahmen sie in London ihr erstes Demo auf und brachten viele A&R-Männer zu ihrem dritten Auftritt in Northampton. Sie unterschrieben einen Plattenvertrag bei Parlophone und kamen danach schnell zu beachtlichem Erfolg. Traten sie bereits ein halbes Jahr nach ihrem ersten Auftritt beim Reading Festival auf. Zu dieser Zeit war ihre Single All Mapped Out bereits in den britischen Top 30.
Am 17. Februar 2006 verließ der Gitarrist Lee Irons die Band. Danach wurde Drummer Andy Hobsen durch Gründungsmitglied Simon Alexander ersetzt.
Die Aufnahmen am zweiten Album Inventions war Anfang 2008 abgeschlossen. Doch Meinungsverschiedenheiten mit der Plattenfirma Parlophone sorgten für die Auflösung der Quartetts.
Sänger David Jones und Gitarrist Sam Harvey arbeiten Mitte 2008 an einem neuen Projekt.

## Diskografie
- Dirty Words (Album)
- All Mapped Out (Single)
- Lump in My Throat (Single)
- Be My Enemy (Single)
- Arms around Me (Single)
- 7 Years (Single)